# Нетребово
Нетребово — село в Некрасовском районе Ярославской области России, входит в сельское поселение Бурмакино, в рамках административно-территориального устройства относится к Бурмакинскому сельскому округу.

## География
Расположено на берегу реки Туношонка в 10 км от центра поселения посёлка Бурмакино и в 43 км на юго-запад от райцентра посёлка Некрасовское.

## История
Исторические сведения о церкви начинаются в писцовых книгах 1627—1629 годов. «Погост, что было село Нетребово на реке Туношме, а в нем церковь во имя святого Николы чудотворца древяна,…». Каменный пятиглавый храм Николая Чудотворца с ярусной шатровой колокольней построен в 1783 году на средства прихожан. Центральный престол в честь Святителя Николая Чудотворца, южный в честь Святителя Тихона Амафунтского. Вторая церковь во имя Св. Апостола Павла и княгини Ольги построена в 1853 году на средства полковницы Ольги Яковлевой.
В конце XIX — начале XX века село входило в состав Бурмакинской волости Ярославского уезда Ярославской губернии. В 1883 году в селе было 23 двора.
С 1929 года село входило в состав Бурмакинского сельсовета Нерехтского района, в 1944 года — в составе Бурмакинского района, с 1959 года — в составе Некрасовского района, с 2005 года — в составе сельского поселения Бурмакино.

## Население
| 1859 | 1883 | 1914 | 2007 | 2010 |
| ---- | ---- | ---- | ---- | ---- |
| 92   | ↗106 | ↗155 | ↘7   | ↗9   |

### Известные жители
- Леднёв, Иван Васильевич (1910—1961) — капитан 2-го ранга, Герой Советского Союза (1944).

## Достопримечательности
В селе расположена действующая Церковь Николая Чудотворца (1783).